# Cosmorhoe multipunctata
Cosmorhoe multipunctata là một loài bướm đêm trong họ Geometridae.